# Pasquale Coppa-Zuccari
Pasquale Coppa-Zuccari (Città Sant'Angelo, 21 maggio 1873 – Sant'Andrea a Montecchio, 25 dicembre 1927) è stato un giurista italiano.

## Biografia
Pasquale era il figlio secondogenito di Giovanni e Maria dei marchesi Cappelli di San Demetrio ne' Vestini. La madre Maria era sorella di Raffaele e Antonio Cappelli. Tra i fratelli di Pasquale troviamo lo storico Luigi (1874-1960).
Pasquale fu avviato agli studi classici a Bologna e Teramo, prima di iscriversi e laurearsi cum laude in giurisprudenza presso l'Università di Roma.
Allievo e amico di giuristi del calibro di Vittorio Scialoja, di Francesco Filomusi Guelfi e di Vincenzo Simoncelli, conseguì, nel 1900, la libera docenza in diritto commerciale.
La sua carriera accademica partì dall'Università di Urbino, dove nel 1901 insegnò diritto e procedura civile, mentre nell'anno successivo (1902) fu chiamato alla cattedra di diritto civile all'Università di Siena. Rimase nell'ateneo senese sino al 1910, prima di partire alla volta dell'Università di Messina e, poco più tardi, all'Università di Palermo. 
Fra i suoi scritti particolare consenso ricevette anche a livello internazionale, nell'alveo degli studi economico-giuridici, Il deposito irregolare del 1901.
Legò il suo patrimonio sia all'istituzione di borse di studio in favore di studenti abruzzesi iscritti all'Università di Siena con una media voto meritevole, sia al suo comune natio.

## Scritti principali
- Contratto di trasporto e responsabilità ferroviaria, Stab. Tip. Capaccini, Roma 1899.
- Risarcimento del danno prodotto dal ritardo nei trasporti per ferrovia, Tip. Partenopea Amoroso, Roma 1899.
- L'alea nel contratto di assicurazione, Tip. Partenopea Amoroso, Roma 1899.
- Il deposito irregolare, Soc. Tip. Modenese, Modena 1901.
- Le azioni di filiazione legittima, Drucker, Verona-Padova 1902.
- Appunti per uno studio su le prove della filiazione legittima, Antica Tip. Soliani, Modena 1903.
- La proprietà dei singoli piani di un edificio, Tip. Giochetti, Prato 1904.
- Efficacia giuridica dei telegrammi. Studio sugli artt. 45 e 47 del Codice di Commercio, Bocca, Torino 1905.
- La compensazione delle colpe, Soc. Tip. Modenese, Modena 1909.
- Volenti non fit iniuria, Soc. Tip. Modenese, Modena 1910.
- La fiducia testamentaria nel diritto vigente, Officine Tipo-Litografiche-Anonime, Palermo 1912.
- Diritto singolare e diritto territoriale, 2 voll., Soc. Tip. Modenese, Modena 1915-1916.